# Rudi Maskus
Rudi Maskus (* 26. April 1920 in Breslau; † 12. September 2010 in Gießen) war ein deutscher Pädagoge und Schriftsteller.

## Leben und Werk
Rudi Maskus wuchs in Breslau auf. Er besuchte das dortige Gymnasium „Zum Heiligen Geist“, wo er 1938 das Abitur erreichte. Nach einem Jahr beim Reichsarbeitsdienst wurde er Soldat und war vom ersten Kriegstag an im Fronteinsatz in Polen, Frankreich und in der Sowjetunion. Bei der Kursker Offensive geriet er im Sommer 1943 in sowjetische Kriegsgefangenschaft, aus der er Ende 1948 entlassen wurde.
Maskus begann im Sommersemester 1949 ein Studium, trat 1951 in den Schuldienst ein und promovierte 1958 an der Universität Münster mit der Arbeit Peter Petersens Gemeinschaftsbegriff und seine erziehungswissenschaftliche Bedeutung. Seine akademische Karriere mündete schließlich in eine ordentliche Professur für Allgemeine Didaktik und Schulpädagogik an der Universität Bonn.
Rudi Maskus war Gründungsmitglied (1978) der Deutschen Gesellschaft für Geschlechtserziehung (DGG), Träger des Bundesverdienstkreuzes und Mitglied der Bonner Freien Deutschen Akademie der Wissenschaften und Künste.
Nach seiner Emeritierung widmete Maskus sich dem Thema der auch von ihm als Lebensschicksal erfahrenen Vertreibung von Deutschen nach dem Zweiten Weltkrieg. Er gab dazu vier Bücher mit Zeitzeugenberichten und eine Autobiographie Es müssen Schutzengel gewesen sein. Das Schicksal eines Überlebenden aus Breslau in Schlesien heraus.

## Schriften
- Paläoanthropologie und Didaktik. Neuburgweier/Karlsruhe : Schindele 1973
- Unterricht als Prozess : dynamisch-integratives Strukturmodell. Bad Heilbrunn/Obb. : Klinkhardt 1976 ISBN 3-7815-0274-0
- Sexualität und Sexualerziehung : Funktion, Legitimation, Realisation, Kommunikation. Sankt Augustin : Richarz 1980 ISBN 3-88345-081-2
- Motivation in Erziehung und Unterricht : e. Beitr. zu e. pädag. Problemgeschichte in systemat. Sicht. 7. Aufl. Heidelberg : Edition Schindele 1986 ISBN 3-89149-059-3 (1. Aufl. 1974)
- Es müssen Schutzengel gewesen sein : das Schicksal eines Überlebenden aus Breslau in Schlesien. Görlitz ; St. Annaberg : Senfkorn 2006 ISBN 3-935330-23-5